# Finska
Finska (suomen kieli) är ett finsk-ugriskt språk framförallt talat i Finland, där det tillsammans med svenskan är officiellt språk. Finskan är det mest talade språket i Finland och är ett officiellt minoritetsspråk i Karelska republiken i Ryssland och ett av Sveriges officiella minoritetsspråk. Finskan ligger, trots att språket är obesläktat med de nordiska språken, svenskan nära gällande semantik och begreppsvärld.
Språket anses vara stabilt. Kvänska och meänkieli är dess närmaste släktspråk.

## Alfabet
Finska skrivs med latinska alfabetet. Alfabetet består av följande 29 bokstäver:
A, B, C, D, E, F, G, H, I, J, K, L, M, N, O, P, Q, R, S, T, U, V, W, X, Y, Z, Å, Ä och Ö.
Bokstäverna ”c”, ”x” och ”å” används relativt sällan i finskan; ljuden de representerar i svenskan brukar skrivas ”s”, ”k”, ”ks” (såsom taksi för ”taxi”), respektive ”o” (som entydigt står för å-ljud). ”Å” används endast i svenska namn och liknande, varför ”å” ofta på finska kallas ruotsalainen o (svenskt o).
Bokstäver som har kommit in via lånord, men inte alls förekommer i ursprungligen finska ord, är: b, c, f, q, w, x, z och å. Bokstaven ”g” förekommer förutom i lånord enbart i ”ng”, som betecknar eng-ljudet, till exempel kengät (”skorna”). Både det tonande (-ng-) och det tonlösa (-nk-) uttalas snarlikt som på svenska.
Vissa ord med utländskt ursprung, bland annat ryskt, skrivs med š och ž, vilka markerar tonlöst respektive tonande sj-ljud, till exempel šakki (schack, avvärjad stavning shakki) och džonkki (djonk).

## Historia
Man har länge antagit att finskan kommer från ett urfinskt språk, som kom till Norden med invandrare österifrån, från vilket samiska språket skildes ut ungefär 1500–1000 f.Kr.. Estniskan avskiljdes under det första århundradet e.Kr.[källa behövs]
Det finska språkets ursprung, liksom folkets äldsta historia, är svårt att entydigt förklara. Språket har samband österut, men folket har genetiskt samband såväl söderut, västerut som österut. Som ett vittnesmål om det finska språkets ålder har länge ordet kuningas brukat nämnas. Det anses vara lånat av ett urgermanskt ord, som språkvetare rekonstruerat till *kuningaz och som är över 2000 år gammalt. De historiskt finskspråkiga folkgrupperna (suomer/finnar, tavaster, kareler, kvener) kan spåras till folkvandringstiden (400–800 e.Kr.)
Ett särskilt problem är relationen till samiskan. Finska och samiska är besläktade. Det har gett upphov till alternativa förklaringar: att samerna förlorat ett tidigare okänt tungomål till förmån för ett finsk-ugriskt eller att finnarna (invandrare från väst, öst eller syd under stenåldern) lärde sig sitt finska språk av samerna. En mer kontroversiell teori (av Kalevi Wiik) hävdar att hela norra Europa ursprungligen skulle ha talat ett proto-finskt språk.
Mikael Agricola, biskop i Åbo, har kallats den finska skriftspråkets fader då han publicerade de första tryckta böckerna på finska. Dessa böcker trycktes i kungliga boktryckeriet i Stockholm under perioden 1543–1552. Den första boken var den lilla Abckiria ("ABC-bok"). Sedan följde den cirka 900 sidor tjocka Rucouskiria ("bönebok") 1544 och sedan hans översättning av Nya Testamentet, Se Wsi Testamenti, 1548. Han gav även ut Martin Luthers lilla katekes. Han baserade sitt skrivsätt på svenskan, eftersom Finland var en del av svenska riket och svenska var det förhärskande språket i landets officiella liv, vid sidan om tyska och latin. Finlands första tryckeri, Åbo akademis tryckeri, grundades vid mitten av 1600-talet.
Landslagen översattes till finska 1548, men översättningen blev aldrig tryckt då den ansågs undermålig. Översättaren var främmande för den svenska juridiska vokabulären och uppfattade till exempel målsägande (måls-ägande, ägare av målet) som mål-sägande (yttrare av målet). En bättre version fick Karl IX:s löfte om tryckning, men hans frånfälle och dåliga tider gjorde att utgivningen kom av sig. Två översättningar såg dagens ljus på 1640-talet och den ena ansågs av drottning Kristina vara jämngod med det svenska originalet. Språkgranskningen i Åbo hovrätt drog dock ut på tiden och småningom började man tänka på en ny lagbok. 1734 års lag kom ut på finska först 25 år senare.

## Geografisk spridning
Finska pratas i huvudsak i Finland, där det är officiellt språk jämte svenskan. Det finns omkring fem miljoner finsktalande i Finland. Finska minoriteter finns även i Sverige, Norge, Ryssland och Estland.

### Sverige

Finsktalande i södra Sverige i procent, 2005.

Under 1900-talet emigrerade hundratusentals finsktalande från Finland till Sverige, men migrationsrörelse mellan dessa båda länder har funnits åtminstone sedan medeltidens början. Sverigefinnarna finns koncentrerade till vissa kommuner i Sverige, se bl.a. kartan över södra Sverige. I Sverige finns också meänkieli (tornedalsfinska), med status som officiellt minoritetsspråk i östra Norrbotten. Tornedalsfinskan är besläktad med dialekterna på den finska sidan om Torne älv, men innehåller därtill en mängd svenska lånord som inte förekommer i Finland. Många anser att meänkieli har sitt ursprung från finska, men på grund av påtvingad isolering från den finska språkgemenskapen så har befolkningen på den svenska sidan i Tornedalen utvecklat ett eget språk.[källa behövs] Ordet meänkieli betyder för övrigt i direkt översättning ”vårt språk”. I nordligaste Norge finns också en högre andel som har finska som modersmål. Där finns på liknande sätt som meänkieli ett något avvikande skriftspråk med norska lånord, som kallas kvänska.

### Ryssland
I Ryssland finns det många med finskan närbesläktade språk, som tillsammans bildar ett dialektkontinuum. De mest närliggande är karelska (språket i Ryssland till skillnad från den karelska dialekten i Finland) och ingriska, men även kring och bortom Volga finns språk som komi, udmurtiska med mera utspridda (så kallade volgafinska språk). Det är bara de östersjöfinska språken, främst estniska, meänkieli, karelska och ingriska, som utan vidare språkstudier är i någon mån förståeliga för en finsktalande (se ömsesidig begriplighet), medan språken djupare in i Ryssland i likhet med samiska brukar vara helt obegripliga, även om det inte behövs någon större språkvetenskaplig utbildning för att varsebli en del likheter i det grundläggande ordförrådet. Det finns ett livligt intresse för släktspråken i Finland, och medvetandet om språkliga släktingar i Rysslands djup utgör traditionellt en viktig del av den finska nationella identiteten.

## Dialekter

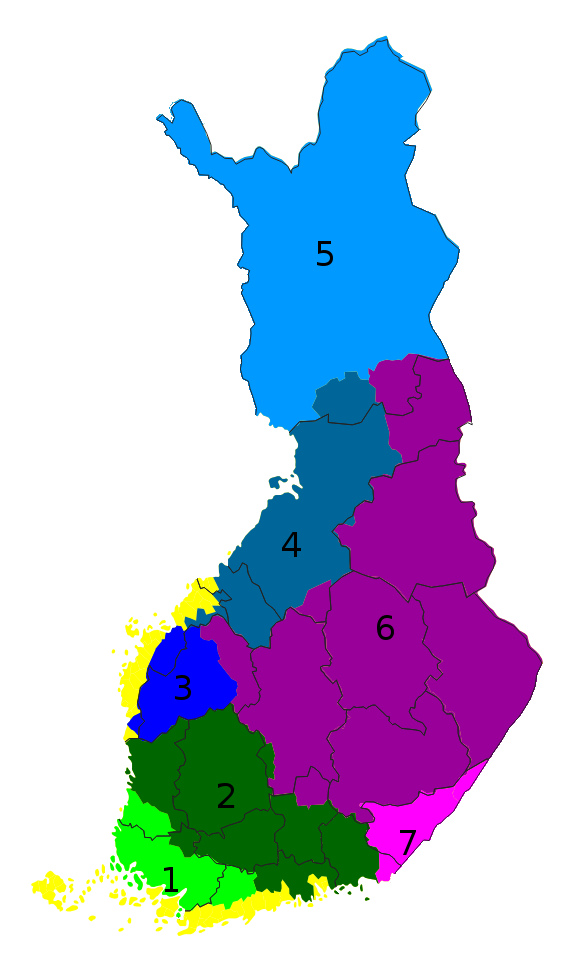
Det finska språkets sju dialektgrupper. Gul färg markerar de traditionellt svenskspråkiga områdena.

Det finska språkets dialekter brukar delas in i sju grupper, som visas på kartan:
1. de sydvästfinska,
2. de tavastländska,
3. de sydösterbottniska,
4. de central- och nordösterbottniska,
5. de nordfinska eller nordbottniska,
6. de savolaxiska och
7. de sydostfinska.

De två sistnämnda benämns östfinska medan de andra fem västfinska.  Kvänska och meänkieli kopplas till de nordbottniska dialekterna.

## Allmänt om finskans struktur och grammatiska kategorier
Finska är ett agglutinerande språk: morfem, som vart och ett har sin egen betydelse, står mekaniskt uppradade efter varandra i ett ord:
talo‑i‑ssa‑ni = ”i mina hus”
talo = ”hus”, i = pluralis, ssa = ”i”, ni = ”mina”
Standardfinska nomina har de grammatiska kategorierna kasus och numerus, och komparation i adjektiv.
Standardfinska verb har de grammatiska kategorierna tempus, person, modus och diates.
Grammemen i modus är indikativ, imperativ, konditionalis och potentialis.
Grammemen i diates är aktiv och passiv. Man märke dock att den finska passiven inte motsvarar den passiv vi känner från svenska och engelska: den finska passivens tankesubjekt är en onämnd agent, och en sats i passiv kan inte ha agentadverbial.

## Fonologi
Kännetecknande för finskan är att både vokalers och konsonanters längd särskiljs fonematiskt. Betoningen ligger på ordets första stavelse.

### Konsonanter
|             | bilabial | labiodental | dental | alveolar | postalveolar | palatal | velar   | glottal |
| ----------- | -------- | ----------- | ------ | -------- | ------------ | ------- | ------- | ------- |
| klusil      | p1 (b)2  |             | t1     | d3       |              |         | k1 (g)2 | (ʔ)4    |
| nasal       | m        |             | n      |          |              |         | ŋ5      |         |
| tremulant   |          |             |        | r        |              |         |         |         |
| frikativa   |          | (f)2        |        | s        | (ʃ)2         |         |         | h       |
| lateral     |          |             |        | l        |              |         |         |         |
| approximant |          | ʋ           |        |          |              | j       |         |         |

1. De tre tonlösa klusilerna /p/, /t/ och /k/ är oaspirerade, dvs utan /h/-ljudet som förekommer ofta i svenskan.[13]
2. /b/, /f/, /ʃ/ och /g/ förekommer endast i lånord.
3. /d/ förekommer medialt som ett försvagat /t/ genom den för finskan karaktäristiska stadieväxlingen, samt i lånord.
4. [ʔ] förekommer som avgränsare vid vokalmöten.
5. /ŋŋ/, skrivet <ng>, förekommer som försvagat /nk/ genom stadieväxling. [ŋ] förekommer som allofon av /n/ i /nk/.

### Vokaler

På finska kan vokalerna i ett ord endast komma från den blåa cirkeln eller den gula, så kallad vokalharmoni, vokalerna i mitten kan förekomma tillsammans med båda grupperna.

Finskans vokaler beskrivs i följande tabell med IPA-tecknen. Bokstaven som används för ljudet markeras inom <> om den skiljer sig från IPA-tecknet.
|        | Främre  | Främre | Bakre   | Bakre  |
|        | Orundad | Rundad | Orundad | Rundad |
| Sluten | i       | y      |         | u      |
| Mellan | e       | ø <ö>  |         | o      |
| Öppen  | æ <ä>   |        | ɑ <a>   |        |

## Grammatik
Finskan saknar liksom de övriga uraliska språken grammatiskt genus. Bestämd och obestämd form finns inte. Finskan är ett agglutinerande språk och har 15 kasus: nominativ, ackusativ, genitiv, essiv, partitiv, translativ, inessiv, elativ, illativ, adessiv, ablativ, allativ, abessiv, komitativ och instruktiv. Böjning av ord sker i kasus och numerus, med ändelser och med stadieväxlingar. Verb böjs i första, andra och tredje person i singular och plural. Ofta utelämnas vissa pronomen då ändelsen anger subjekt t.ex. Olen (Jag är).
Exempel på böjningar av substantiv:
- en vägg – seinä
- i väggen – seinässä
- i väggen? – seinässäkö?
- på väggen – seinällä
- även i väggen – seinässäkin
- även på våra väggar – seinillämmekin

Exempel på böjningar av verb:
- att gå – mennä
- jag går – menen
- ni går – menette
- går ni? – menettekö?
- undrar om ni kommer att gå – menetteköhän
- undrar om ni skulle råka gå (skulle ni kunna gå) – menisitteköhän

Finska språket har vokalharmoni, vilket innebär att böjningarna finns i två varianter med olika vokaler beroende på vilka vokaler som finns i stammen.

## Ordförråd
De som formade finskan till ett nationalspråk och ett skriftspråk på 1800-talet gjorde också medvetna ansträngningar att ersätta så många utländska ord som möjligt med finska. Då ersattes till exempel svecismen pukstaavi (bokstav) av nybildningen kirjain (från "kirja", bok). Den stora repertoaren av sådana avledningsändelser gör nyskapandet lättare. Samma puristiska strävan finns än i dag. Språkvårdarna är dock inte främmande för översättningslån.
Karakteristiskt för finska ord är vissa fonematiska begränsningar. I genuina finska ord saknas ljuden b, f, g liksom sj- och tj-ljud. Fler konsonanter än en i början av ord förekommer endast i det finska högspråket, i helsingforsdialekten samt i en del västfinska dialekter. (Lånord som filmi och stressi (film och stress) kan därför ibland utanför dessa dialektområden uttalas "vilmi" och "ressi".) Å andra sidan kan finskan kombinera alla slags ljudlängder i en stavelse – lång vokal+kort konsonant, kort vokal+lång konsonant, kort vokal+kort konsonant, lång vokal+lång konsonant – där rikssvenskan (numera) bara tillåter de två första kombinationerna – skillnaden mellan dessa är betydelsebärande.
Ovanstående omständigheter gör att det finska ordförrådet, sett ur andra europeiska språks synvinkel, präglas av att många ord kan skiljas åt av små ljudskillnader (valita, valittaa, tuli, tuuli, tulli, savu, savi, suvi, sivu – välja, klaga, eld, blåst, tull, rök, lera, sommar, sida) och att samma ordstam kan ge upphov till många nya ord genom avledningsändelser (kirja, kirje, kirjoitus, kirjasto, kirjoittaa, kirjata, kirjautua, kirjoitin – bok, brev, skrift, bibliotek, skriva, bokföra, logga in, skrivare).
Trots purismen finns det många svenska lånord i finskan, en naturlig följd av de många hundra år Finland var en del av riket Sverige. Enligt Kaisa Häkkinen, professor i finska vid Åbo universitet och ledande etymolog, är antalet lånord från svenska till finska ungefär fyra tusen, men lånord från finska till svenska kanske ett tiotal.

### Svenska lånord till finskan
Nedan exempel på svenska ord som lånats in i finskan. Eftersom lång konsonant sällan förekommer i början på ord är det vanligt att en eller flera konsonanter faller bort:
- skruv > ruuvi
- glas > lasi
- stol > tuoli
- krut > ruuti
- strand > ranta
- skola > koulu
- fru > rouva

Eftersom de tonande klusilerna b, d och g saknas i början av ord byts de i lånord ut mot motsvarande tonlösa p, t och k. Ett tonlöst f kan däremot bli tonande v:
- boll > pallo
- gevär > kivääri
- daler > taala, taaleri (medan svenskans ord ursprungligen kommer från tyskans Taler)
- fånge > vanki

Andra lånord, från svenska eller urnordiska/urgermanska:
- jul > juhla ('fest'), joulu ('jul')
- råtta > rotta
- skinka > kinkku
- anka > ankka
- lag (jur.) > laki
- gaffel > kahveli (numera 'haarukka')
- gata > katu
- hatt > hattu
- ost > juusto
- säng > sänky
- mölla (sydsvenska för kvarn; av verbet mala) > mylly
- konung > kuningas, av urgermanska *kuningaz
- borgmästare > pormestari
- skottkärra > kottikärry
- stad > kaupunki, från urnordiska kaupang, köping
- affär > kauppa, från urnordiska kaupian(?), (köpa, bedriva handel;  jämför tyska kaufen, från latinets caupo, handel, speciellt med vin), jämför: äfääri
- overall > haalari, lånat från den finlandssvenska försvenskningen "överhalare"/"halare"
- tändare > stendari, slang för cigarettändare – med skämtsam hyperkorrektion, tillägg av dubbelkonsonant i början
- ämbar > ämpäri (förvaringskärl, hink, spann)
- byk > pyykki (tvätt)

Vissa svenska lånord lever kvar i finskan som vardagsord fast de egentligen ersatts av ett mer helfinskt ord.
- flicka > likka (dialektord för: tyttö)
- vänta > ventata (egentligen: odottaa)
- satsa > satsata (egentligen: panostaa, panna panoksensa)
- tjäna > tienata (oftare: ansaita)
- bruka > bruukata, pruukata (egentligen: olla tapana)
- rike > riikki (numera: valtakunta (ordet valta troligen släkt med välde); lever kvar i ordet riikinruotsi, rikssvenska)
- katt > katti (oftare: kissa)
- klänning > leninki; också i västra Finland: kläninki (oftare: mekko)
- hantlangare > hanslankari, hantlankari, hantlaakari (numera: apumies)
- propp > roppu, proppu (oftare: sulake)
- kontor > konttori (oftare: toimisto)
- cykel > sykkeli, tsykä (egentligen: polkupyörä)
- snickare > nikkari (oftare: puuseppä)

### Finska lånord till svenskan
- erämaa > erämarker, obebott fångst- och fiskeområde under någons nyttjanderätt. Ordet användes av förvaltningen under svenska tiden och ibland senare, särskilt i historisk forskning om tiden.
- hyvä > hyvens, slang, hyvä betyder "bra"
- hän > hen, könsneutralt pronomen
- kenkä > känga
- kova > kova (hård, hårt, hårda), har på svenska blivit slangord för pengar, exempel "ta hem storkovan", med ursprung i frasen "kova raha" (hårda pengar, det vill säga klingande mynt) som stod på sedlar i 1700-talets Sverige. Uttalet med långt o tyder på att det är ett lån från den skrivna formen.
- kuolla > kola, slang, att dö, exempel "att kola vippen"
- kyllä > kul, förmodligen finskt ursprung (kyllä är ett bekräftande ord, alltså att någonting är positivt, betyder ungefär "visst"), men kan också ha lånats från romani
- molotovin cocktail > molotovcocktail, många språk har lånat ordet för den bensinbomb finnar gav namnet till under vinterkriget, som "present" till Sovjetunionens utrikesminister (ordet cocktail givetvis engelska)
- motti – kubikmeter ved, utvidgad betydelse för en finsk militärtaktik (ursprungligen i sin tur lån från svenska 'mått'), fanns med i 1950 och 1976 års upplagor av SAOL, men försvann år 1986
- muikku > mujka, siklöja, förekommer i nordskandinaviska dialekter[16]
- mutti > motti, ordet används bland annat i Värmland, som namnet på den nävgröt man äter med fläsk och lingon i festliga sammanhang. Namnet och maträtten kom till Sverige med finnkolonisationen under sen vasatid.
- mämmi > memma, en söt råggröt smaksatt med pomerans. Ordet har importerats samtidigt med maträtten.
- pieksu > pjäxa, men numera kallas skidpjäxor för "monot" på finska
- poika > pojke; ett tidigt belägg är "skinnara-poika", 'skinnarlärling', från 1329, vilket möjligen vittnar om att det var finska hantverkare i Stockholmstrakten som gav ordet spridning
- pois > tojs, en förvrängning av pois, som betyder bort. Tojs används oftast i uttrycket "Vet tojs", med betydelsen "Vet hut".
- pulkka > pulka (ursprungligen samiska)
- päre > pärta (späntad trästicka, för belysning eller prydnad), taget från den finska partitivformen pärettä/päreitä
- rapakalja > rappakalja, betyder på finska 'slarvigt jäst öl', som på svenska fått betydelsen 'strunt(prat)'
- rapakivi – det internationella namnet på en typ av granit, vanlig i Finland
- riihi > ria, byggnad i vilken fuktig säd förr torkades med hjälp av upphettad luft eller av den fria luften
- sauna – ordet har lånats från finska till många språk, också i svenskan förekommer sauna vid sidan av 'bastu' och har upptagits i SAOL
- sisu – envishet, uthållighet, men används väl mest på tal om Finland: "den finska sisun"
- talkoot (plural) > talko,[17] frivilligt grupparbete
- torrakka > torraka[18]

Det har påståtts att luffarfiguren Kolingen, som Albert Engström ritade, ska ha fått namn efter finngubbarna i Stockholm, som började alla samtal med "kuule", "hör du". Jämför ordet 'finnkoling'.

## Uttal av finska ord för svenskspråkiga
Finskt uttal anses vara lätt att lära, då det finska språket i hög grad uttalas så som det skrivs och ljuden liknar de svenska. Uttalet för en bokstav varierar inte som till exempel för svenskans e (e eller ä) och o (o eller å). Betoningen ligger alltid på första stavelsen. Bokstäverna u och o är kopplade till andra ljud i finskan: u på finska uttalas som o på svenska, medan bokstaven o bör uttalas likt bokstaven å på svenska. Finskans uttal ligger här närmare andra språk (som spanska och italienska) medan svenskans framskjutna, rundade o och u är tämligen unika. Det korrekta uttalet av ishockeyspelaren Saku Koivus namn skulle enligt (riks)svensk ortografi skrivas ungefär "Sacko Kåjvo".
En viktig skillnad är att ljud som uttalas längre eller mer betonat alltid skrivs med två bokstäver. I motsats till svenskan har finskan oberoende konsonant- och vokalförlängning, jämför muta = 'lera', muuta = 'annan' (partitiv sg.), mutta = 'men' (konj.), muuttaa = 'ändra/flytta', där bara ljudlängden skiljer mellan helt olika betydelser. Dubbla bokstäver, såväl vokaler som konsonanter, ska tolkas som längre ljud, men påverkar inte uttalet av föregående ljud. Dubbla t i muuttaa gör inte u-ljudet kort, u är kort i muta och mutta där det inte dubbeltecknats.

## Utbildning
I Finland är undervisning i "modersmålet" respektive "andra inhemska språket" obligatorisk i grundskolan och i många universitetsutbildningar. Svenskspråkiga finländare läser i allmänhet finska från tredje eller femte klass.
Finska kan studeras vid drygt hundra universitet i världen. I Finland kan man studera finska som huvudämne vid åtta universitet. De flesta universitet erbjuder kurser i finska vid sina språkcentra. Också studieförbund, folkhögskolor, medborgarinstitut (komvux) och sommaruniversitet erbjuder kurser i finska på olika nivåer.
Grundutbildning i finska språket gavs år 2006 vid följande universitet och högskolor i Sverige:
- Luleå tekniska universitet
- Mälardalens högskola
- Stockholms universitet
- Umeå universitet
- Uppsala universitet

Utbildningen vid Lunds universitet och Göteborgs universitet har upphört. I Göteborg blev den "inställd" tills vidare år 1997 på grund av besparingar inom universitetet.